# Choeromorpha
Choeromorpha – rodzaj chrząszczy z rodziny kózkowatych i podrodziny zgrzypikowych.

## Zasięg występowania
Przedstawiciele tego rodzaju występują w Azji Południowo-Wschodniej oraz południowych Chinach.

## Systematyka
Do Choeromorpha należy 27 gatunków i 2 podrodzaje:

- Podrodzaj: Achoeromorpha Breuning, 1935
  - Choeromorpha brunneomaculata
- Podrodzaj: Choeromorpha Chevrolat, 1843
  - Choeromorpha albofasciata
  - Choeromorpha albovaria
  - Choeromorpha amica
  - Choeromorpha callizona
  - Choeromorpha celebiana
  - Choeromorpha flavolineata
  - Choeromorpha irrorata
  - Choeromorpha lambii
  - Choeromorpha lineifrons
  - Choeromorpha luzonensis
  - Choeromorpha mediofasciata
  - Choeromorpha multivittata
  - Choeromorpha murina
  - Choeromorpha muscaria
  - Choeromorpha mystica
  - Choeromorpha panagensis
  - Choeromorpha pigra
  - Choeromorpha polynesa
  - Choeromorpha polyspila
  - Choeromorpha subfasciata
  - Choeromorpha subviolacea
  - Choeromorpha sulphurea
  - Choeromorpha trifasciata
  - Choeromorpha violaceicornis
  - Choeromorpha vivesi
  - Choeromorpha wallacei